# Morellia zimini
Morellia zimini är en tvåvingeart som beskrevs av Sychevskaya 1967. Morellia zimini ingår i släktet Morellia och familjen husflugor. Inga underarter finns listade i Catalogue of Life.